# Lars Tysklind
Lars Erik Paul Tysklind, född 28 februari 1953 i Tjärnö församling i Göteborgs och Bohus län, är en svensk politiker (liberal). Han var ordinarie riksdagsledamot 2002–2018, invald för Västra Götalands läns västra valkrets.
I riksdagen var han ledamot i bostadsutskottet 2002–2006, civilutskottet 2006–2010, trafikutskottet 2010–2015, miljö- och jordbruksutskottet 2015–2018, samt ledamot i Nordiska rådets svenska delegation 2014–2018. Han var även kvittningsman 2014–2018 och suppleant i civilutskottet, EU-nämnden, försvarsutskottet, lagutskottet, miljö- och jordbruksutskottet, näringsutskottet, skatteutskottet, socialutskottet, trafikutskottet och riksdagens valberedning.
Tysklind är till yrket distriktstandläkare.
Han gifte sig 1981 med Elisabeth Nilsson (född 1955).